# Von Hellens
von Hellens är en finländsk adlig och friherrlig ätt, stammande från professor Carl Niclas Hellenius, 1816 adlad von Hellens.
Dennes sonson presidenten vid Åbo hovrätt Theodor von Hellens (1826-1895) blev 1895 friherre. Bland den sistnämndes söner märks Waldemar von Hellens (senare Valde Hirvikanta), som även han blev president i Åbo hovrätt, Oskar von Hellens, professor i hygien vid Helsingfors universitet, och Albert von Hellens, landshövding och justitieminister.

## Personer med efternamnet
- Albert von Hellens (1879–1950), ämbetsman
- Carl Niclas von Hellens (1745–1820), botaniker
- Oskar von Hellens (1867–1948), hygieniker
- Waldemar von Hellens (1863–1911), ämbetsman
- Victor von Hellens (f. 1991), poet